# Ekwatoria Wschodnia
Ekwatoria Wschodnia (ang. Eastern Equatoria; d. arab. شرق الاستوائيي – Szark al-Istiwa’ijja) – jeden z 10 stanów Sudanu Południowego, istniejący do 2015 roku (wówczas to został podzielony na stany Imatong i Namorunyang) i ponownie od 2020 roku; wchodzi w skład regionu Ekwatoria. Obejmuje powierzchnię 82 542 km², w 2008 roku zamieszkiwało go 906 126 osób. Graniczy ze stanem Jonglei, a od 2020 także z obszarem administracyjnym Pibor na północy, stanem Ekwatoria Środkowa na zachodzie, z Ugandą i Kenią na południu oraz z Etiopią na wschodzie. Stolicą stanu jest miasto Torit.
Do 2015 roku Ekwatoria Wschodnia dzieliła się administracyjnie na 8 hrabstw:
- Budi;
- Ikotos;
- Kapoeta East;
- Kapoeta North;
- Kapoeta South;
- Lafon;
- Magwi;
- Torit.